# Carex culmenicola
Carex culmenicola är en halvgräsart som beskrevs av Julian Alfred Steyermark. Carex culmenicola ingår i släktet starrar, och familjen halvgräs. Inga underarter finns listade i Catalogue of Life.